# Toas
Toas – według mitologii greckiej król Taurydy, syn Jazona i Hypsipile, brat-bliźniak Euneosa. Szczególną czcią otaczał Artemidę.
Zaopiekował się Ifianassą, najstarszą córką Agamemnona i Klitajmestry i uczynił ją kapłanką Artemidy. Próbował pojmać Orestesa, ale Ifianassa pomogła bratu i uciekła razem z nim do Grecji.